# Zederhaus
Zederhaus osztrák község Salzburg tartomány Tamswegi járásában. 2019 januárjában 1187 lakosa volt. 

## Elhelyezkedése

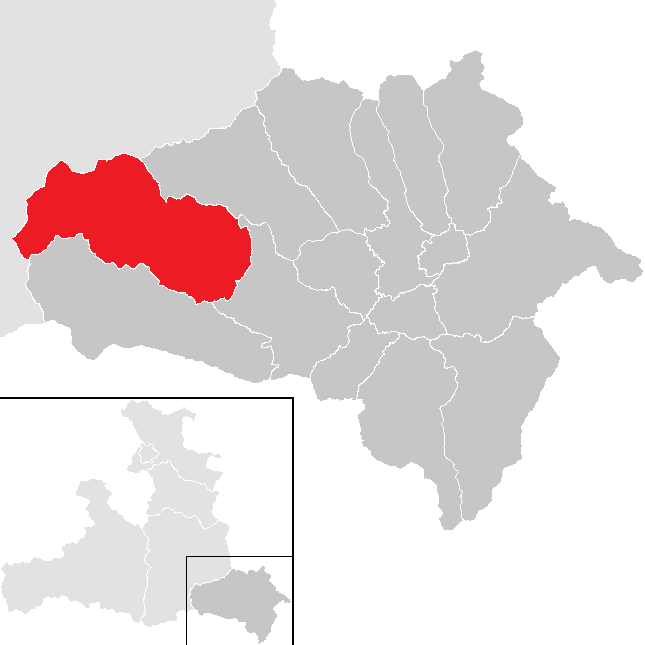
Zederhaus a Tamswegi járásban

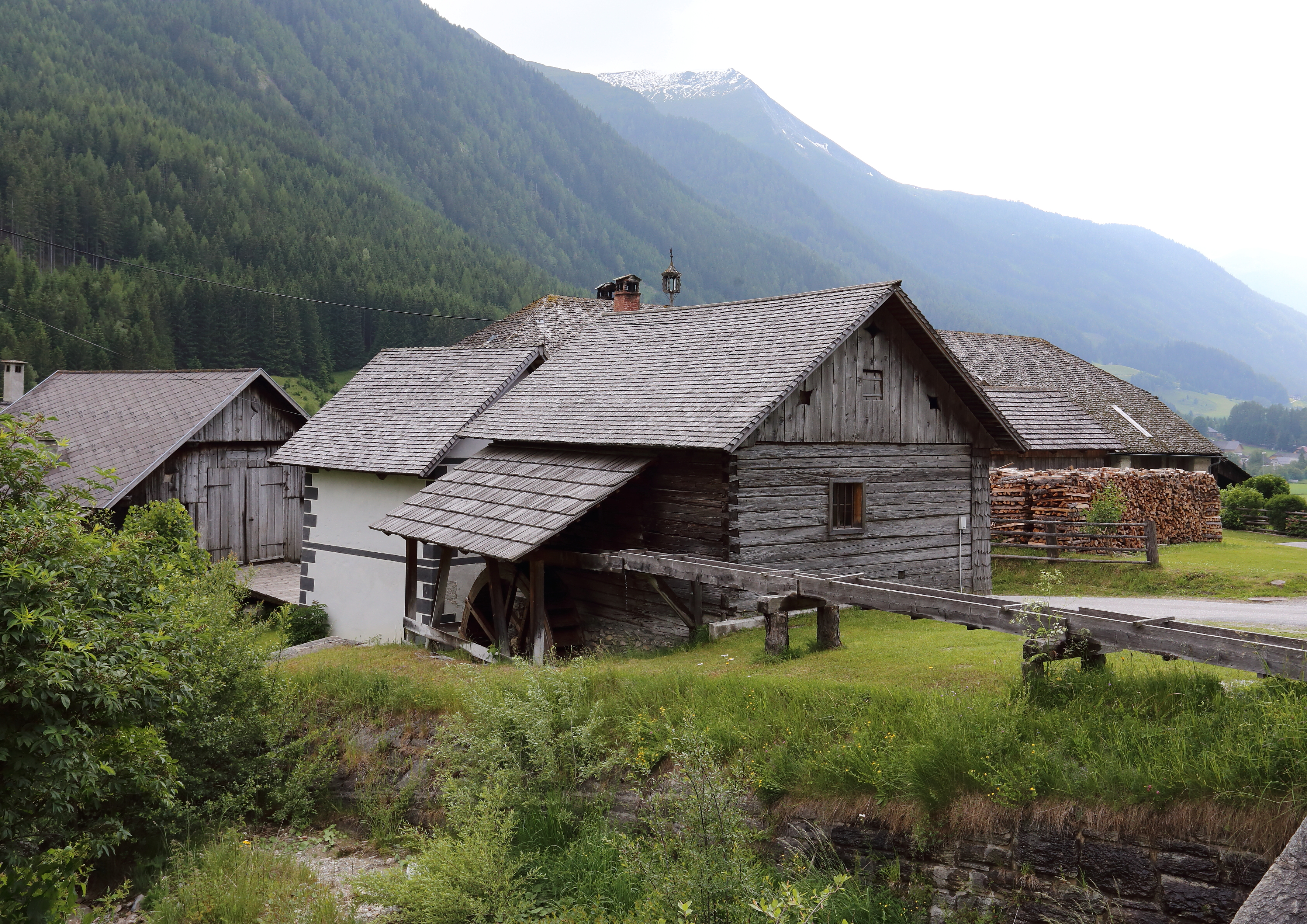
Vízimalom

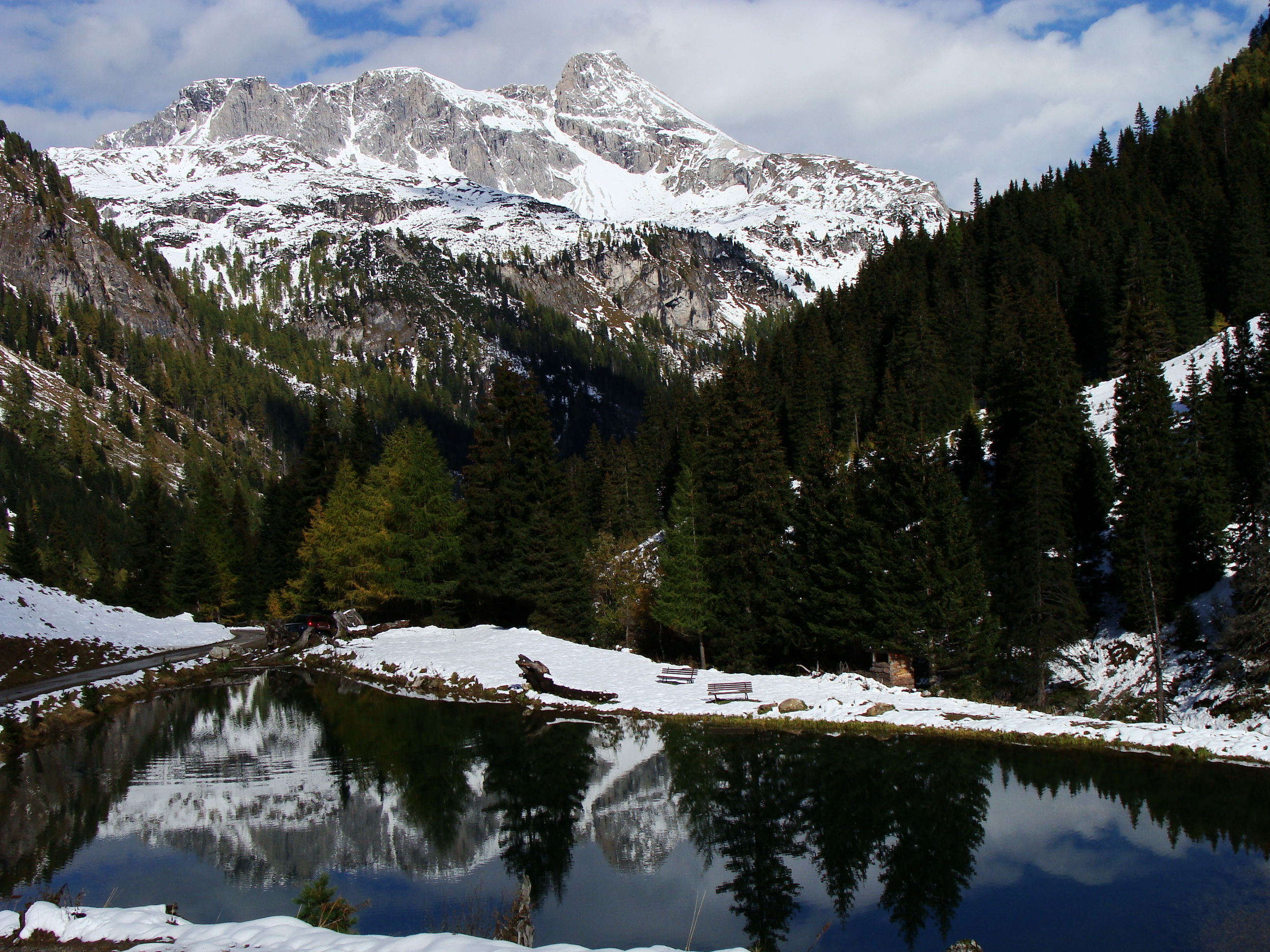
A Riedingtal natúrpark

Zederhaus Salzburg tartomány Lungau régiójában, a Radstadti-Tauern hegységben, a Zederhausbach folyó völgyében fekszik. Legmagasabb hegyei a Weißeck (2711 m) délnyugaton és a Hochfeind (2687 m) északkeleten. Az önkormányzat 4 településrészt és falut egyesít: Lamm (371 lakos 2019-ben), Rothenwand (233), Wald (1) és Zederhaus (582).
A környező önkormányzatok: északkeleten Tweng, délkeleten Sankt Michael im Lungau, délen Muhr, nyugaton Hüttschlag, északnyugaton Kleinarl, északon Flachau. 

## Története
Zederhaus kápolnáját 1445-ben említik először. Az önálló egyházközség 1813-ban alakult meg. 

## Lakosság
A zederhausi önkormányzat területén 2019 januárjában 1187 fő élt. A lakosságszám a csúcspontját 2001-ben érte el 1250 fővel, azóta némi csökkenés volt tapasztalható. 2017-ben a helybeliek 97,7%-a volt osztrák állampolgár; a külföldiek közül 1% a régi (2004 előtti), 1,1% az új EU-tagállamokból érkezett. 2001-ben a lakosok 97,2%-a római katolikusnak, 1% pedig felekezeten kívülinek vallotta magát. 
A lakosság számának változása:

| 2016 | 1 184 |
| 2018 | 1 196 |

## Látnivalók
- a Keresztelő Szt. János-plébániatemplom
- hagyományos vízimalmok
- a Riedingtal natúrpark
- helyi szokás az ún. Prangstange - virágokkal díszített, több méter magas rúd - állítása a templom védőszentjének napján.

## Híres zederhausiak
- Heimo Pfeifenberger (1966-) válogatott labdarúgó

## Fordítás
- Ez a szócikk részben vagy egészben  a   Zederhaus című német Wikipédia-szócikk ezen változatának fordításán alapul.  Az eredeti cikk szerkesztőit annak laptörténete sorolja fel. Ez a jelzés csupán a megfogalmazás eredetét és a szerzői jogokat jelzi, nem szolgál a cikkben szereplő információk forrásmegjelöléseként.